# Kračúnovce
Kračúnovce es un municipio del distrito de Svidník en la región de Prešov, Eslovaquia, con una población estimada a final del año 2024 de 1273 habitantes.
Se encuentra ubicado en el centro-norte de la región, cerca del río Ondava (cuenca hidrográfica del río Tisza) y de la frontera con  Polonia.

## Demografía
| Año        | 1994 | 2004    | 2014    | 2024    |
| ---------- | ---- | ------- | ------- | ------- |
| Población  | 1024 | 1123    | 1206    | 1273    |
| Diferencia |      | +9,66 % | +7,39 % | +5,55 % |

| Año        | 2023 | 2024    |
| ---------- | ---- | ------- |
| Población  | 1271 | 1273    |
| Diferencia |      | +0,15 % |